# Open Mobile Alliance
Open Mobile Alliance är en standardorganisation som utvecklar öppna standarder för mobilindustrin, bland annat WAP.